# Ielena Ivàsxenko
Ielena Víktorovna Ivàsxenko –en rus, Елена Викторовна Иващенко– (Omsk, 28 de desembre de 1984 – Tiumén, 15 de juny de 2013) va ser una esportista russa que va competir en judo, guanyadora de tres medalles al Campionat Mundial de Judo entre els anys 2007 i 2011, i cinc medalles al Campionat Europeu de Judo entre els anys 2006 i 2012.

## Palmarès internacional
| Campionat Mundial | Campionat Mundial          | Campionat Mundial | Campionat Mundial |
| Any               | Lloc                       | Medalla           | Categoria         |
| ----------------- | -------------------------- | ----------------- | ----------------- |
| 2007              | Rio de Janeiro ( Brasil)   | 3                 | Oberta            |
| 2008              | Levallois-Perret ( França) | 2                 | Oberta            |
| 2011              | París ( França)            | 3                 | +78 kg            |
| Campionat Europeu |                            |                   |                   |
| Any               | Lloc                       | Medalla           | Categoria         |
| 2006              | Novi Sad ( Sèrbia)         | 3                 | Oberta            |
| 2007              | Varsòvia ( Polònia)        | 1                 | Oberta            |
| 2009              | Tbilisi ( Geòrgia)         | 1                 | +78 kg            |
| 2011              | Istanbul ( Turquia)        | 1                 | +78 kg            |
| 2012              | Txeliàbinsk ( Rússia)      | 1                 | +78 kg            |